# Les Pineaux
Les Pineaux ist eine französische Gemeinde mit 678 Einwohnern (Stand 1. Januar 2022) im Département Vendée in der Region Pays de la Loire; sie gehört zum Arrondissement Fontenay-le-Comte und zum Kanton Mareuil-sur-Lay-Dissais.

## Geographie
Les Pineaux liegt etwa 20 Kilometer ostsüdöstlich von La Roche-sur-Yon. Umgeben wird Les Pineaux von den Nachbargemeinden Bournezeau im Norden und Osten, Sainte-Pexine im Osten und Südosten, Moutiers-sur-le-Lay im Süden, Château-Guibert im Südwesten sowie Thorigny im Westen und Nordwesten.

## Bevölkerungsentwicklung
| Jahr                      | 1962 | 1968 | 1975 | 1982 | 1990 | 1999 | 2006 | 2013 |
| Einwohner                 | 567  | 509  | 440  | 409  | 421  | 448  | 537  | 609  |
| Quelle: Cassini und INSEE |      |      |      |      |      |      |      |      |

## Sehenswürdigkeiten
- Kirche Mariä Himmelfahrt (Église Notre-Dame-de-l'Assomption)

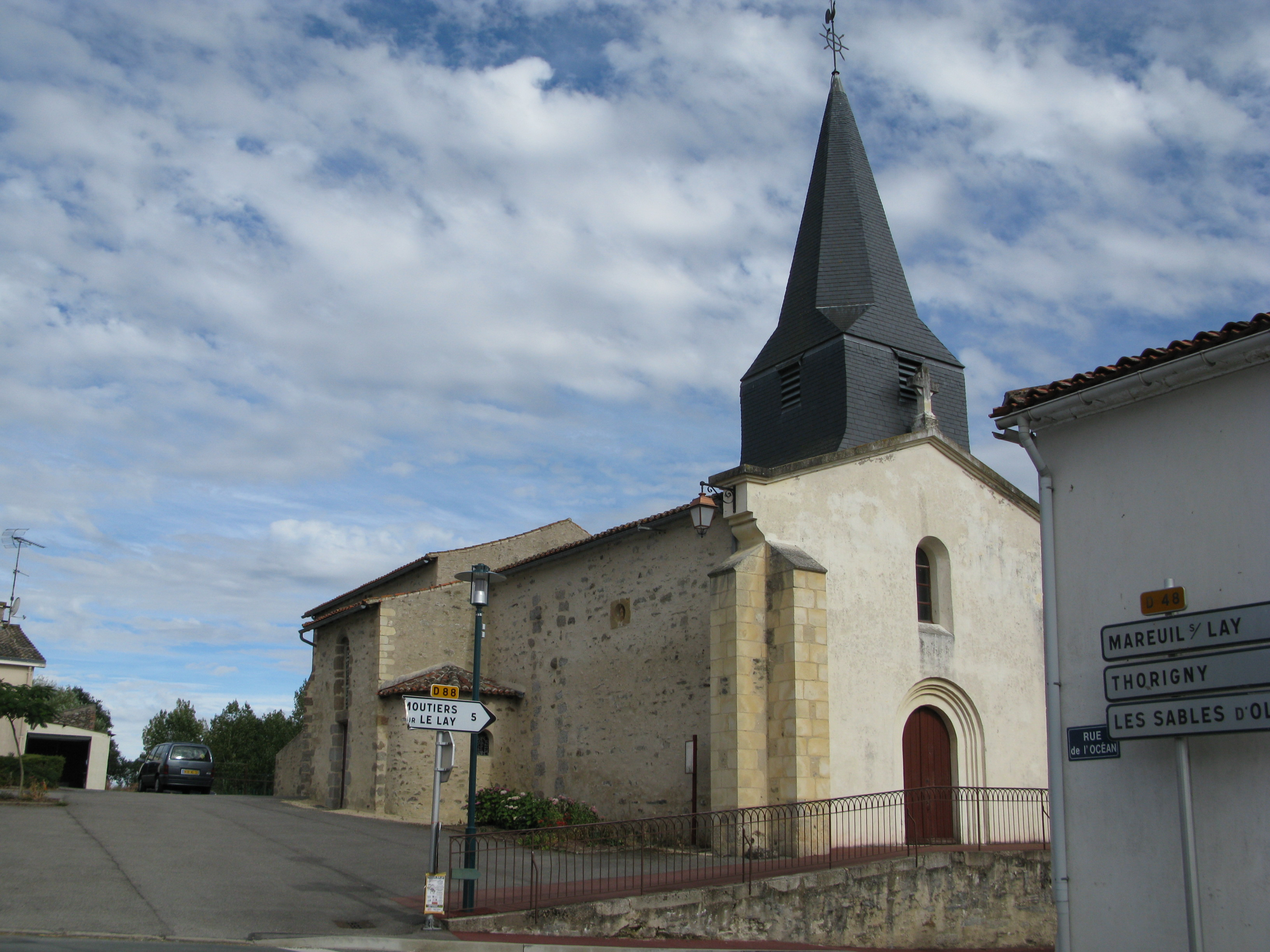
Kirche Mariä Himmelfahrt